# Ymir (astronomia)
Ymir, noto anche come Saturno XIX è un satellite naturale di Saturno, scoperto Brett J. Gladman nel 2000; al momento della scoperta ricevette la designazione provvisoria di S/2000 S 1.

## Denominazione
Nell'agosto del 2003 ricevette dalla IAU la designazione definitiva con il nome di Ymir, derivato da quello di un personaggio della mitologia norrena, antenato degli jǫtunn, i giganti di ghiaccio.
Questo rompeva con la tradizione instaurata nel 1847 da John Herschel di denominare i satelliti di Saturno con i nomi dei Titani, i fratelli di Crono. Tuttavia il parallelo con i giganti della tradizione nordica mantiene la continuità tematica del soggetto.

## Caratteristiche fisiche
Ymir ha un diametro stimato di 18 km e una densità calcolata di 2,3 g/cm3, che è relativamente alta in confronto ad altri satelliti di Saturno. La composizione è presumibilmente a base di ghiaccio d'acqua con un'alta percentuale di silicati.
La superficie appare piuttosto scura dato il basso valore di albedo pari a 0,06, vale a dire che solo il 6% della radiazione solare incidente viene riflessa.
La magnitudine apparente di 21,7 lo rende un oggetto di luminosità particolarmente debole.

## Parametri orbitali
Ymir orbita attorno a Saturno ad una distanza di 23,041 milioni di chilometri con un periodo di 1315,4 giorni (corrispondenti a 3,6 anni terrestri); il moto è moto retrogrado con un'inclinazione orbitale di 172° rispetto all'eclittica (154° rispetto all'equatore di Saturno) e con un'eccentricità di 0,335.